# 六根庄三山國王廟
22°25′04″N 120°32′58″E / 22.417658°N 120.549569°E
六根庄三山國王廟，舊名千山公侯宮，是位於臺灣屏東縣佳冬鄉六根村的三山國王廟，在元宵節前有迎男孫丁的習俗。

## 做福拜新丁
臺灣客家人春節後到元宵間有拜新丁的傳統，該廟廠誌記載於光緒四年（1878年）就有此儀式。廟方會以百多年的福杉搭建祭拜場地，稱為「福廠」。農曆正月十一時，信眾推神轎、吹八音，請各土地祠的土地神入福廠作鎮，當晚設宴拜天公。十二日清晨，信徒以九獻禮祭拜伯公。生男嬰的家庭會製作新丁粄以及各項祭品，前來福廠向神明祈福、答謝。由排行首位的新生男嬰代表先到場，次由其他新生男嬰的家庭拜新丁。生下男嬰的信徒會祭拜三山國王及媽祖等神明。
廟方希望向文化部申請將作福儀式列為屏東縣文化資產，期讓此文化永流傳。九如三山國王廟、海豐三山國王廟也有這類習俗，但舉行時間不同。

## 祭祀
此廟採三王合祀，座次與如同廣東霖田祖廟，以三王居中，大王居右、二王居左，臺南三山國王廟、九如三山國王廟、六堆地區以及苗栗三山國王廟亦如。與同鄉的石光見三山國王廟有三年一科之遊庄活動，會與賴家村、武丁潭（豐隆村）、及新埤鄉建功，與新埤及西鄰林子邊（林邊村）等五座三山國王廟同時舉行聖誕。

## 其他
步月樓之役時，日軍在此廟前斬首不少當地人，因此廟前不能表演有斬頭劇情的布袋戲。客家詩人曾貴海的詩〈原鄉‧夜合〉也寫這件事。
廟方有一張在台灣轟動一時的虎皮，長二百五十公分、寬一百六十八公分，是一位當年幫助蓋廟的萬丹鄉李姓商人贈與以供人祭拜，後於1994年由時名為「千山公侯宮」的負責人林東瑞向屏東縣政府農業局登記。1984年8月開始，南台灣殺虎蔚為風氣，李姓商人當年11月在台南白河鎮殺虎，被《亞洲週刊》在1987年3月8日刊出，引起保育團體大加譴責、影響台灣形象。
1997年3月16日，中國巾明獨三山國王協會在此廟召開第一屆第一次全國信徒聯誼大會，共一百三十六間的三山國王廟宇派代表參加。廟方也參加以宜蘭縣大興振安宮為首、1988年創立的台灣三山國王宮廟聯誼會。